# Чикатали (Месина)
Чикатали је насеље у Италији у округу Месина, региону Сицилија.
Према процени из 2011. у насељу је живело 96 становника. Насеље се налази на надморској висини од 425 м.